# Singles Box
Singles Box es una caja recopilatoria de la banda británica The Clash en el cual se incluyen todos los sencillos emitidos en el Reino Unido en su versión original junto a sus respectivos lados B.
Los CD están diseñados y empacados para emular su versión en vinilo. La recopilación también trae un cuadernillo con cada sencillo donde músicos de la escena mundial u otros personajes importantes expresan su admiración a The Clash. Mike D de Beastie Boys fue el encargado de escribir la introducción del cuadernillo.
Además de una edición en CD, se editó otra en vinilo, con las galletas y las carpetas de los 7" iguales a las originales.

## Listado de temas

### Disco 1
Comentario de Shane MacGowan de The Pogues.
1. "White Riot" (Mick Jones y Joe Strummer) – 0:19
2. "1977" (Topper Headon, Mick Jones, Paul Simonon y Joe Strummer) – 1:40

### Disco 2
Comentario del novelista Tony Parsons.
1. "Listen" (Topper Headon, Mick Jones, Paul Simonon, Joe Strummer) – 0:27
2. Entrevista a The Clash en the Circle Line, Pt. 1 – 8:51
3. Entrevista a The Clash en the Circle Line, Pt. 2 – 3:10
4. "Capital Radio One" (Mick Jones y Joe Strummer) – 2:07

### Disco 3
Comentario de John Squire de The Stone Roses.
1. "Remote Control" (Mick Jones y Joe Strummer) – 3:02
2. "London's Burning" [en vivo] (Mick Jones y Joe Strummer) – 2:12
3. "London's Burning" (Mick Jones y Joe Strummer) – 2:10

### Disco 4
Comentario de Stuart Pearce exfutbolista y actual entrenador.
1. "Complete Control" (Mick Jones y Joe Strummer) – 0:53
2. "City of the Dead" (Topper Headon, Mick Jones, Paul Simonon y Joe Strummer) – 2:22

### Disco 5
Comentario del novelista Irvine Welsh.
1. "Clash City Rockers" (Mick Jones y Joe Strummer) – 3:47
2. "Jail Guitar Doors" (Topper Headon, Mick Jones, Paul Simonon y Joe Strummer) – 3:03

### Disco 6
Comentario del novelista y crítico Nick Hornby.
1. "(White Man) In Hammersmith Palais" (Mick Jones y Joe Strummer) – 1:02
2. "The Prisoner" (Topper Headon, Mick Jones, Paul Simonon y Strummer) – 2:59

### Disco 7
Comentario de Carl Barât de The Libertines y Dirty Pretty Things.
1. "Tommy Gun" (Mick Jones y Joe Strummer) – 3:19
2. "1-2 Crush on You" (Topper Headon, Mick Jones, Paul Simonon y Joe Strummer) – 2:59

### Disco 8
Comentario de Tim Burgess de The Charlatans.
1. "English Civil War" (Johnny Comes Marching Home)" (Tradicional; adaptado por Mick Jones y Joe Strummer) – 2:38
2. "Pressure Drop" (Toots Hibbert) – 3:25

### Disco 9
Comentario de Jimi Goodwin de Doves.
1. "I Fought the Law" (Sonny Curtis) – 2:42
2. "Groovy Times" (Topper Headon, Mick Jones, Paul Simonon y Joe Strummer) – 3:31
3. "Gates of the West" (Topper Headon, Mick Jones, Paul Simonon y Joe Strummer) – 3:27
4. "Capital Radio Two" (Mick Jones y Joe Strummer) – 3:19

### Disco 10
Comentario de Steve Jones de Sex Pistols y Damon Albarn de Blur y Gorillaz.
1. "London Calling" (Mick Jones y Joe Strummer) – 3:21
2. "Armagideon Time" (Clement Dodd y Willie Williams) – 3:51
3. "Justice Tonight" (Clement Dodd y Willie Williams) – 4:08
4. "Kick it Over" (Clement Dodd y Willie Williams) – 4:47
5. "Clampdown" (Mick Jones y Joe Strummer) – 3:51
6. "The Card Cheat" (Mick Jones y Joe Strummer) – 3:51
7. "Lost in the Supermarket" (Mick Jones y Joe Strummer) – 3:46

### Disco 11
Comentario de Ian Brown de The Stone Roses.
1. "Bankrobber" (Mick Jones y Joe Strummer) – 4:36
2. "Rockers Galore...UK Tour" (Campbell, Mick Jones y Joe Strummer) – 4:42
3. "Rudie Can't Fail" (Mick Jones y Joe Strummer) – 3:29
4. "Train in Vain (Stand By Me)" (Mick Jones y Joe Strummer) – 3:09

### Disco 12
Comentario de Sharleen Spiteri de Texas.
1. "The Call Up" (The Clash) – 2:54
2. "Stop the World" (Topper Headon, Mick Jones, Paul Simonon y Joe Strummer) – 2:32

### Disco 13
Comentario del director Danny Boyle.
1. "Hitsville UK" (The Clash) – 4:23
2. "Radio One" (Mikey Dread) – 6:20
3. "Police on My Back" (Eddy Grant) – 3:19
4. "Somebody Got Murdered" (The Clash) – 3:33

### Disco 14
Comentario de Bobby Gillespie de Primal Scream.
1. "The Magnificent Seven" (The Clash) – 3:39
2. "The Magnificent Dace" (The Clash) – 3:37
3. "Lightning Strikes (Not Once But Twice)" (The Clash) – 4:52
4. "One More Time" (The Clash) – 3:31
5. "One More Dub" (The Clash) – 3:36
6. "The Cool Out" (Topper Headon, Mick Jones y Joe Strummer) – 3:55
7. "The Magnificent Seven" [versión alternativa] (The Clash) – 4:29
8. "The Magnificent Dance" [versión alternativa] (The Clash) – 5:36

### Disco 15
Comentario de Richard Archer de Hard-Fi.
1. "This Is Radio Clash" (The Clash) – 4:12
2. "Radio Clash" (The Clash) – 4:12
3. "Outside Broadcast" (The Clash) – 7:23
4. "Radio 5" (The Clash) – 3:38

### Disco 16
Comentario de Chris Shiflett de Foo Fighters y Tony Roman de Ràdio 4.
1. "Know Your Rights" (The Clash) – 0:43
2. "First Night Back in London" (Mick Jones, Paul Simonon y Joe Strummer) – 2:59

### Disco 17
Comentario de Bernard Sumner de New Order y Joy Division.
1. "Rock the Casbah" (The Clash) – 3:43
2. "Long Time Jerk" (Mick Jones, Paul Simonon y Joe Strummer) – 5:10
3. "Mustapha Dance" (Topper Headon, Mick Jones y Joe Strummer) – 4:28
4. "Red Angel Dragnet" (The Clash) – 3:47
5. "Overpowered by Funk" (The Clash) – 4:53

### Disco 18
Comentario de Pete Townshend de The Who.
1. "Should I Stay or Should I Go" (The Clash) – 3:09
2. "Straight to Hell" (The Clash) – 3:53
3. "Inoculated City" (The Clash) – 2:43
4. "Cool Confusion" (Topper Headon, Mick Jones y Joe Strummer) – 3:14

### Disco 19
Comentario de Bernie Rhodes, mánager de la banda.
1. "This Is England" (Bernie Rhodes y Joe Strummer) – 3:37
2. "Do it Now" (Bernie Rhodes y Joe Strummer) – 3:07
3. "Sex Mad Roar" (Bernie Rhodes y Joe Strummer) – 2:59